# Giacomo Violardo
Giacomo Violardo (10 de maio de 1898 - 17 de março de 1978) foi um cardeal italiano da Igreja Católica Romana. Ele serviu como Secretário da Sagrada Congregação para a Disciplina dos Sacramentos na Cúria Romana de 1965 a 1969, e foi elevado ao cardinalato em 1969.

## Biografia
Giacomo Violardo nasceu em Govone , estudou no seminário de Alba , na Faculdade Teológica de Turim (de onde obteve sua licenciatura em teologia ) e no Pontifício Ateneu Romano S. Apolinário em Roma ( doutorado em direito civil e canônico). ). Ordenado sacerdote em 29 de junho de 1923, prosseguiu seus estudos na Universidade Católica de Milão , onde recebeu o doutorado em jurisprudência .
De 1928 a 1935, Violardo foi professor de teologia moral e de direito canônico no Pontifício Seminário Regional Pio XI em Fano . Ele foi elevado ao posto de Privado Chamberlain de Sua Santidade em 14 de dezembro de 1935, e depois Prelado Doméstico de Sua Santidade em 23 de abril de 1939. Violardo então ensinou Direito Canônico (Livro III) na Pontifícia Universidade Lateranense até 1964, servindo como reitor da faculdade de direito canônico também. Depois de trabalhar como auditor da nunciatura francesa de fevereiro a julho de 1938, ele entrou na Signatura Apostólica noCúria Romana , Promotora da Justiça; mais tarde ele se tornou um prelado (23 de abril de 1939) eo subsecretário (24 de julho de 1954) do mesmo. Violardo foi nomeado Secretário da Pontifícia Comissão para a Interpretação Autêntica do Código de Direito Canônico em 2 de abril de 1962 e da Comissão Cardinal para a Revisão do Código de Direito Canônico em 1963. Foi nomeado Secretário da Sagrada Congregação para o Disciplina dos Sacramentos em 26 de janeiro de 1965. Como Secretário, ele serviu como o segundo mais alto funcionário daquele dicastério , sob Benedetto Masella.
Em 19 de fevereiro de 1966, Violardo foi nomeado arcebispo titular de Satafi pelo papa Paulo VI . Ele recebeu sua consagração episcopal no seguinte 19 de março do próprio Papa Paulo, com os arcebispos Francesco Carpino e Ettore Cunial servindo como co-consagradores , na Basílica de São Pedro . O Papa Paulo criou-o Cardeal-Diácono de Sant'Eustachio no consistório de 28 de abril de 1969. Violardo renunciou ao cargo de Secretário de Disciplina dos Sacramentos na mesma data que o consistório, após quatro anos de serviço.
Violardo morreu em Roma, aos 79 anos. Ele está enterrado na igreja paroquial de sua terra natal, Govone.